# اتحادیه فوتبال فنلاند
اتحادیه فوتبال فنلاند (فنلاندی: Suomen Palloliitto) نهاد اداره‌کننده مسابقات فوتبال و فوتسال در کشور فنلاند است.
این اتحادیه که در ۱۹۰۷ تأسیس شده عضو یوفا و فیفا نیز می‌باشد و مقر آن در شهر هلسینکی است.
مسابقات لیگ برتر فوتبال فنلاند و جام حذفی فوتبال فنلاند زیر نظر این اتحادیه برگزار می‌شود.